# محوطه معصوم‌آباد
محوطه معصوم‌آباد مربوط به سدهٔ ۷ تا دورهٔ تیموری است و در شهرستان زیرکوه، یک کیلومتری جنوب روستای معصوم‌آباد واقع شده و این اثر در تاریخ ۲۷ آبان ۱۳۸۵ با شمارهٔ ثبت ۱۶۴۵۴ به‌عنوان یکی از آثار ملی ایران به ثبت رسیده است.